# Leskeella pusilla
Leskeella pusilla är en bladmossart som beskrevs av Noguchi 1972 [1973. Leskeella pusilla ingår i släktet Leskeella och familjen Leskeaceae. Inga underarter finns listade i Catalogue of Life.